# 1998 UM8
1998 UM8 är en asteroid i huvudbältet som upptäcktes den 24 oktober 1998 av den japanska astronomen Takao Kobayashi vid Ōizumi-observatoriet.
Asteroiden har en diameter på ungefär 4 kilometer.